# Татарская Тахтала
Татарская Тахтала (тат. Татар Такталысы) — село в Спасском районе Республики Татарстан Российской Федерации. Входит в состав Аграмаковского сельского поселения.

## География
Село находится на реке Тахтала в 34 км к востоку от города Болгар и в 100 км к югу от Казани.

## История
Основано приблизительно в 1716—1717 году.
В «Списке населенных мест по сведениям 1859 года», изданном в 1866 году, населённый пункт упомянут как казённая деревня Тохтала Татарская 1-го стана Спасского уезда Казанской губернии. Располагалась при речке Тохталке, по левую сторону просёлочного тракта из Спасска в село Базарные-Юрткули, в 23 верстах от уездного города Спасска и в 3 верстах от становой квартиры во владельческом селе Воскресенское (Гусиха). В деревне в 74 дворах жили 487 человек (235 мужчин и 252 женщины). Была мечеть.
По сведениям переписи 1897 года, в деревне Татарская Тахтала Спасского уезда Казанской губернии жили 682 человека (348 мужчин и 334 женщины), из них 680 мусульман.
Входило в состав Гусихинской волости Спасского уезда Казанской губернии. В 1920 вошло в состав Спасского кантона ТАССР. С 10 августа 1930 года в Спасском (в 1935—1991 годах — Куйбышевский) районе.

## Население
| 1782                | 1859 | 1897 | 1908 | 1920 | 1926 | 1938 | 1949 | 1958 | 1970 | 1979 | 1989 | 2002 |
| ------------------- | ---- | ---- | ---- | ---- | ---- | ---- | ---- | ---- | ---- | ---- | ---- | ---- |
| 8 душ мужского пола | 430  | 695  | 885  | 879  | 486  | 581  | 531  | 611  | 696  | 484  | 348  | 333  |